# Анохин, Сергей Викторович
Сергей Викторович Анохин (род. 16 мая 1964) — российский политик, член Совета Федерации (2001—2005).

## Биография
Окончил философский факультет Московского государственного университета (МГУ) им. М. В. Ломоносова, аспирантуру кафедры философии МГУ; работал в МГУ преподавателем кафедры научного коммунизма; с 1988 г. — на освобожденной комсомольской работе в комитете ВЛКСМ МГУ, курировал идеологическую работу; с 1990 г. — в исполкоме Московского городского Совета народных депутатов, был организатором службы по делам молодежи;

### Политическая карьера
На выборах губернатора Ростовской области в сентябре 2001 г. был координатором избирательной кампании и одним из авторов программы В. Чуба.